# Барон Теннисон

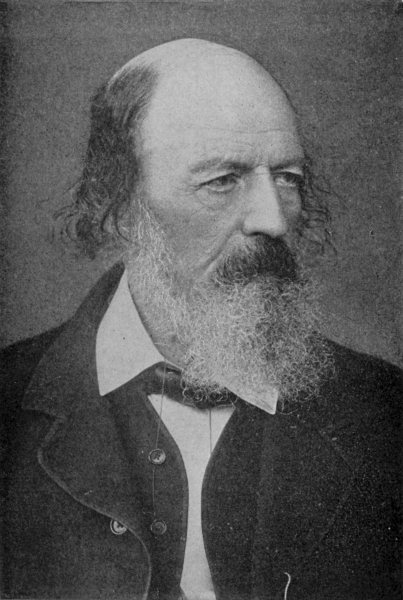
Альфред Теннисон, 1-й барон Теннисон

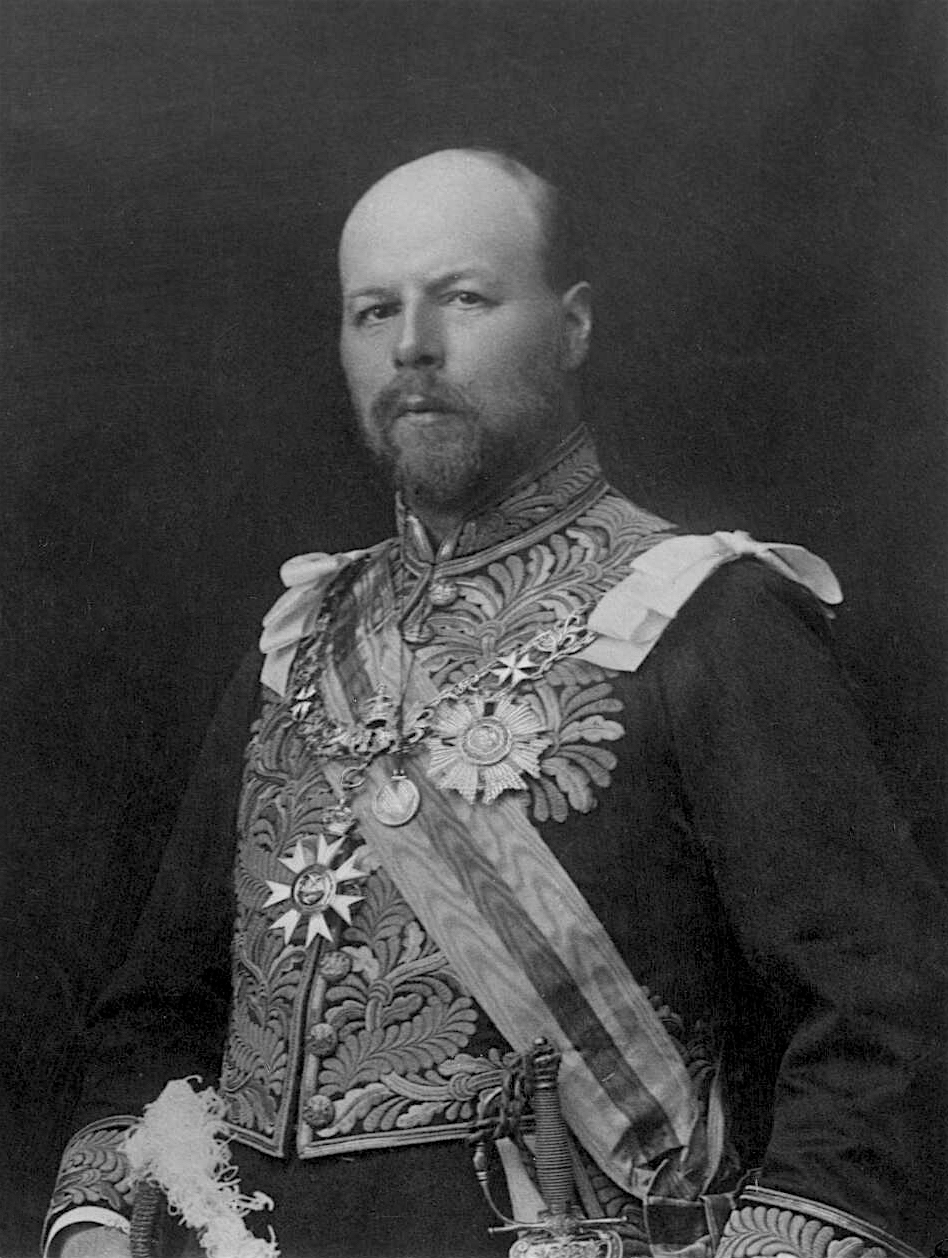
Холлам Теннисон, 2-й барон Теннисон

Барон Теннисон из Олдуорта в графстве Сассекс и из Фрешвотера на острове Уайт — наследственный титул в системе Пэрства Соединенного Королевства. Он был создан 24 января 1884 года для известного британского поэта Альфреда Теннисона (1809—1892). Его сын, Холлам Теннисон (1852—1928), 2-й барон Теннисон, был губернатором Южной Австралии (1899—1902) и генерал-губернатором Австралии (1903—1904), а его внук, Лайонел Холлам Теннисон, 3-й барон Теннисон (1889—1951), являлся капитаном английской команды по крикету (1921). После смерти в 2006 году младшего сына последнего, Марка Обри Теннисона (1920—2006), 5-го барона Теннисона, линия старшего сына 1-го барона угасла. Баронский титул унаследовал его троюродный племянник — Дэвид Гарольд Александр Теннисон (род. 1960), 6-й барон Теннисон. Он является правнуком достопочтенного Лайонела Теннисона, второго сына 1-го барона Теннисона.
Другой член семьи Теннисон сэр Юстас Теннисон-д’Эйнкорт, 1-й баронет (1868—1951), был военно-морским архитектором. Он был внуком политика Чарльза Теннисон-д’Эйнкорта (1784—1861), дяди первого барона Теннисона.

## Бароны Теннисон (1884)
- 1884—1892: Альфред Теннисон, 1-й барон Теннисон (6 августа 1809 — 6 октября 1892), сын преподобного Джорджа Клейтона Теннисона (1778—1831)[1]
- 1892—1928: Холлам Теннисон, 2-й барон Теннисон (11 августа 1852 — 2 декабря 1928), старший сын первого барона[2]
- 1928—1951: Майор Лайонел Холлам Теннисон, 3-й барон Теннисон[англ.] (7 ноября 1889 — 6 июня 1951), старший сын предыдущего[3]
- 1951—1991: Гарольд Кристофер Теннисон, 4-й барон Теннисон  (25 марта 1919—1991), старший сын предыдущего[4]
- 1991—2006: Марк Обри Теннисон, 5-й барон Теннисон[англ.] (28 марта 1920 — 3 июля 2006), второй сын 3-го барона, младший брат предыдущего[5]
- 2006 — настоящее время: Дэвид Гарольд Александр Теннисон, 6-й барон Теннисон  (род. 4 июня 1960), старший сын Джеймса Альфреда Теннисона (1913—2001), внук Альфреда Браунинга Стэнли Теннисона (1878—1852), правнук достопочтенного Лайонела Теннисона (1854—1886), второго сына 1-го барона Теннисона[6]
  - Наследник титула: достопочтенный Алан Джеймс Драммонд Теннисон (род. 28 января 1965), младший брат предыдущего[7]
    - Наследник наследника: Эндрю Барнард Теннисон Теннисон (род. 16 сентября 1992), единственный сын предыдущего[8].